# Паликова, Ольга
Ольга Паликова (20 мая 1974) — российская биатлонистка, специализировавшаяся в летнем биатлоне, трёхкратная чемпионка Европы и бронзовый призёр чемпионата мира, мастер спорта России международного класса. В зимнем биатлоне — призёр чемпионата России.

## Биография
Начинала заниматься спортом в пос. Разметелево Всеволожского района Ленинградской области. На взрослом уровне представляла г. Санкт-Петербург, тренер — Забалуев Ремуальд Минович.
В 1998 году на чемпионате мира по летнему биатлону в Осрбли завоевала бронзовые медали в эстафете в составе сборной России вместе с Еленой Сафаровой, Еленой Думновой и Надеждой Талановой, также на этом чемпионате была 19-й в спринте и 17-й — в гонке преследования.
В 2001 году в Ижевске стала чемпионкой Европы по летнему биатлону в спринтерской гонке на 4 км, гонке преследования и в эстафете вместе с Оксаной Неупокоевой, Надеждой Талановой и Любовью Ермолаевой.
На чемпионате мира по летнему биатлону 2002 года занимала десятые места в спринте и гонке преследования.
В 2003 году становилась бронзовым призёром чемпионата России в зимнем биатлоне в гонке патрулей и командной гонке в составе команды Санкт-Петербурга.